# ムント結婚
ムント結婚（ドイツ語: Muntehe）は、古代ゲルマン民族の結婚形式のひとつ。ムント（Munt）とはドイツ語で家父長権を意味する。

## 概要
古代ゲルマンでは、結婚は売買の対象であった。花嫁はその父親の所有物であり、結婚により、ムント、つまり花嫁を縛っていた家父長権を花婿側に売り渡す（土地や建物、武器、食料等との交換）。この際に支払われる代償をムントシャッツと言う。
ムントが譲られると、両家の間に婚約が成立する。その後、花婿がムントを貰う儀式を終えた後、証人の前で床入りする。花嫁は純潔を守っていたかどうかが確かめられ、処女であれば夫が妻に朝の贈り物をして、ようやく結婚が成立する。
なお、両家の身分が違う場合は、ムント結婚ではなく和合結婚（フリーデルエーエ、Friedelehe）の形式が採られた。和合結婚の場合、花嫁側の家がムントを手放す必要がなくなる。
フランク王国のカール大帝などは、自身の娘をすべて和合結婚させていた。これはムント結婚の場合、ムントを手放した娘の子にも王位継承権が生まれてしまうため、王位継承権争いを恐れてのことであった。